# Fred Hovey

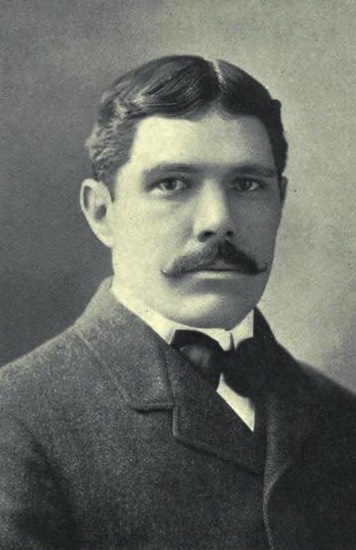
Fred Hovey

Frederick "Fred" Howard Hovey, född 7 oktober 1868, Newton Centre, Massachusetts, USA, död 18 oktober 1945, var en amerikansk högerhänt tennisspelare. Hovey var en av USA:s 10 bästa tennisspelare 1890-96 och rankades 1895 som nummer ett. 
Fred Hovey upptogs 1974 i International Tennis Hall of Fame.

## Tenniskarriären
Säsongerna 1890 och 1891 vann Hovey singeltiteln i the Intercollegiate Championships. Han vann 1891 dubbeltiteln i mästerskapen tillsammans med Robert Wrenn. 
Säsongen 1892 nådde Hovey för första gången singelfinalen (Challenge Round) i Amerikanska mästerskapen. Han besegrades där av Oliver Campbell (5-7, 6-3, 3-6, 5-7). Året därpå, 1893, ställde Campell inte upp för att försvara sin titel. Istället blev finalen i All Comers Round mästerskapsfinal. Hovey nådde till den finalen, men fick se sig besegrad av Robert Wrenn som vann med 6-4 3-6 6-4 6-4. År 1894 lyckades Hovey inte nå finalen och Wrenn behöll sin titel efter finalseger över Manliffe Goodbody.
Säsongen 1895 spelade Hovey och Wrenn åter singelfinal i Amerikanska mästerskapen. Hovey vann denna gång mötet med 6-3 6-2 6-4. Han vann därmed sin första och enda singeltitel i mästerskapen. Säsongen därpå, 1896, förmådde han inte försvara sin titel som han förlorade till Wrenn. Denne vann finalen med 7-5 3-6 6-0 1-6 6-1. Säsongerna 1893 och 1894 vann Hovey dubbeltiteln i mästerskapen tillsammans med Clarence Hobart. 

## Spelaren och personen
Hovey studerade bland annat på Harvard University liksom flera andra av USA:s bästa manliga tennisspelare vid den tiden. Dit hörde Richard Sears, Robert Wrenn, bröderna Clark (se Joseph Clark) och senare Malcolm Whitman, Holcombe Ward och Dwight F. Davis.

## Grand Slam-titlar
- Amerikanska mästerskapen
  - Singel 1895
  - Dubbel - 1893, 1894